# Liste der Nummer-eins-Hits in Australien (1953)
Diese Liste enthält alle Nummer-eins-Hits in Australien im Jahr 1953. Es gab in diesem Jahr 20 Nummer-eins-Singles.
| Singles |
| --- |
| - Vera Lynn; Eddy Howard – Auf Wiedersehen, Sweetheart - 7 Wochen (22. November 1952 – 9. Januar 1953) - Rosemary Clooney – Half as Much - 1 Woche (10. Januar – 16. Januar) - Jo Stafford; Dean Martin – You Belong to Me - 6 Wochen (17. Januar – 27. Februar) - Mario Lanza; Nat King Cole – Because You're Mine - 2 Wochen (28. Februar – 13. März) - Eddie Fisher; Winifred Atwell – Lady of Spain - 2 Wochen (14. März – 27. März) - Patti Page; Sammy Kaye – I Went to Your Wedding - 4 Wochen (28. März – 24. April) - Louis Armstrong; Pearl Bailey – Takes Two to Tango - 2 Wochen (25. April – 7. Mai) - Red Foley; Perry Como – Don't Let the Stars Get in Your Eyes - 2 Wochen (9. Mai – 22. Mai) - Teresa Brewer – Till I Waltz Again with You - 3 Wochen (23. Mai – 12. Juni, insgesamt 5 Wochen) - Dinah Shore – Hi-Lili, Hi-Lo - 1 Woche (13. Juni – 19. Juni) - Teresa Brewer – Till I Waltz Again with You - 2 Wochen (20. Juni – 3. Juli, insgesamt 5 Wochen) - Ethel Merman & Dick Haynes; Perry Como & The Fontane Sisters – You're Just in Love - 2 Wochen (4. Juli – 17. Juli) - Lawrence Welk Orchestra – Oh Happy Day - 1 Woche (18. Juli – 24. Juli) - Frankie Laine & Jimmy Boyd – Tell Me a Story - 2 Wochen (25. Juli – 7. August) - Patti Page – (How Much Is) That Doggie in the Window? - 2 Wochen (8. August – 21. August) - Percy Faith & His Orchestra – The Song from Moulin Rouge (Where Is Your Heart?) - 6 Wochen (22. August – 2. Oktober) - Frank Chacksfield & His Orchestra – Terry's Theme from "Limelight" (Eternally) - 1 Woche (3. Oktober – 9. Oktober) - Frank Sinatra; Eddie Fisher – I'm Walking Behind You - 4 Wochen (10. Oktober – 6. November) - Les Paul & Mary Ford – Vaya con Dios - 4 Wochen (7. November – 4. Dezember) - Silvana Mangano – Anna (The Baion) - 1 Woche (5. Dezember – 11. Dezember) - Jimmy Boyd – I Saw Mommy Kissing Santa Claus - 3 Wochen (12. Dezember 1953 – 1. Januar 1954) |

Siehe auch: Nummer-eins-Hits 1953 in den Vereinigten Staaten und im Vereinigten Königreich.